# Майкл Еджсон
Майкл Еджсон (англ. Michael Edgson; народився 6 травня 1969 р.) — канадський паралімпійський плавець. Він є одним з найуспішніших паралімпійців усіх часів, вигравши 17 золотих медалей і 20 медалей загалом. Він взяв участь у трьох Паралімпіадах з 1984 по 1992 роки, вигравши медалі в усіх змаганнях, крім одного, де він змагався індивідуально. Як спортсмен із вадами зору Еджсон змагався в класифікації Б3.  

## Раннє життя
Еджсон народився в Північному Ванкувері 6 травня 1969 року, але в молодому віці переїхав до Нанаймо.  Він грав у хокей, футбол та займався гімнастикою, але виявив, що його вада зору не негативно вплинула на нього в плаванні, як це може бути в інших видах спорту, і почав займатися плаванням у віці одинадцяти років. 

## Плавання
З 14 років він брав участь у міжнародних змаганнях з плавання як для людей з обмеженими можливостями, так і для здорових людей.
Еджсон встановив дев'ять світових рекордів під час кар'єри, яка тривала дванадцять років. З 18-ма паралімпійськими золотими медалями Еджсон є одним із найуспішніших канадських спортсменів усіх часів.  Він є тричі лауреатом нагороди Британської Колумбії «Спортсмен року з обмеженими можливостями» і був введений в Зал слави Террі Фокса в 2006 році.  У 2009 році Еджсон став першим паралімпійцем, який був удостоєний місця в Колі досконалості з плавання Канади.  У 2013 році його ввели до Зали спортивної слави Великої Вікторії, а в 2015 році він був нагороджений Орденом спорту, що відзначає його введення до Зали спортивної слави Канади. 
На літніх Паралімпійських іграх 1984 року в Лонг-Айленді Еджсон завоював п'ять медалей (чотири золоті та одну срібну) і встановив чотири нові рекорди. Його найуспішнішим здобутком став виступ за чотири роки на літніх Паралімпійських іграх 1988-го року в Гетеборзі, де він виграв змагання у дев'яти дисциплінах програми. Завдяки подібному блискучому виступу Еджсона обрали прапороносцем збірної Канади на церемонії закриття. У 1992 року у Барселоні Еджсон виграв ще чотири золоті медалі та одну срібну.
Після завершення міжнародної змагальної кар'єри Еджсон став фінансовим директором  Канадського паралімпійського комітету.